# 라바 (프로게이머)
라바(본명: 김태훈, 1999년 7월 14일~)는 대한민국의 리그 오브 레전드 프로게이머로 아이디는 Lava이다. 포지션은 미드라이너이다.

## 선수 생활
2016년 11월 1일, SK텔레콤 T1의 연습생으로 입단했다.
2017년 6월 28일, 락스 타이거즈에 입단했다. 2017년 6월 29일에 치러진 KT 롤스터와의 경기에서 프로 데뷔전을 치렀다.
2018 시즌을 앞두고 팀에 잔류했다. 스프링 시즌 콩두 몬스터와의 경기에서 통산 첫 펜타킬을 기록했다. 2018 시즌 스프링과 서머 시즌 모두 주전 자리를 차지하면서 강등권에 예상되었던 팀을 잔류시키는데 일조했다.
2019 시즌에는 초반 주전에 출전했지만 점차 템트와의 번갈아가면서 출전하더니 주전 경쟁에서 패배하면서 서브 선수로 밀려났다.
2020 스프링 시즌에서도 템트에 밀려 서브 선수로 활동했다. 2020 시즌을 앞두고 템트가 한화생명과 계약을 해지하면서 주전으로 도약했다. 하지만 출전할 때마다 좋지 못한 모습을 보이면서 미르에게 주전자리를 뺏기게 되었다.
2021 시즌을 앞두고 프레딧 브리온으로 이적했다. 프레딧 브리온 입단 이후 주전으로 활약했다. 특히 2021년 1월 21일에 치러진 DWG KIA와의 경기에서 승리의 일등공신이 되며 시즌 첫 승을 거두는데 기여했다. 이 경기 승리로 인해 롤킹이라는 별명을 얻게 되었다. 한편 스프링 2라운드를 앞두고 야하롱이 영입되면서 주전경쟁을 하게 되었다. 서머 시즌 개막전인 리브 샌드박스와의 경기에서 펜타킬을 기록하면서 팀 승리에 기여했다. 이후 서머 시즌은 야하롱과의 주전 경쟁에 승리해 프레딧 브리온의 주전 선수로 활약했다.
2022시즌을 앞두고 팀에 잔류했으며 다시 한 번 팀의 주전 미드라이너로 낙점받았다. 스프링 시즌에는 지난해 서머 시즌의 좋은 모습을 계속이어나가며 팀의 포스트시즌 진출에 가여했다. 이로써 라바 역시 개인 첫 포스트시즌 진출을 달성하게 되었다. 다만 서머 시즌에는 폼이 떨어진 모습을 보이면서  부진했다. 2022시즌 종료 후 FA가 되면서 팀에서 퇴단했다.

## 소속팀
| # | 팀명          | 소속 기간               | 소속 리그 | 비고 |
| - | ------------- | ----------------------- | --------- | ---- |
| 1 | 락스 타이거즈 | 2017.06.28 ~ 2020.09.30 | LCK       |      |
| 2 | 프레딧 브리온 | 2020.12.05 ~ 2022.11.21 | LCK       |      |